# María Pedraza
Pour les articles homonymes, voir Pedraza.
María Pedraza [maˈɾia peˈðɾaθa], née le 26 janvier 1996 à Madrid, est une actrice espagnole.
Elle se révèle au grand public avec ses rôles d'Alison Parker dans la série La casa de papel et de Marina Nunier Osuna dans la série Élite, deux productions espagnoles diffusées sur Netflix.

## Biographie

### Carrière professionnelle
Elle est découverte grâce à Instagram par le réalisateur Esteban Crespo, qui la choisit pour son film Amar.
En 2017, elle interprète Alison Parker dans la série La casa de papel, qui devient l’un des plus gros succès télévisuels de l’année en Espagne. Elle joue la même année l'un des rôles principaux de la série Si fueras tú (es), produite par RTVE. Elle joue dans le film Amar.
En 2018, elle intègre une deuxième série espagnole de Netflix, Élite. Elle y retrouve ses partenaires de La casa de papel, Jaime Lorente et Miguel Herrán,,,,, et y joue un des rôles principaux, celui de Marina Nunier Osuna, une jeune fille issue d'une famille fortunée dont la vie change avec l'arrivée de trois boursiers à Las Encinas, le lycée privé où elle étudie,.
En 2019, elle est à l’affiche du long-métrage Qui emmènerais-tu sur une île déserte ? (es), de Jota Linares et produit par Netflix. Cette production marque sa troisième collaboration avec Jaime Lorente, également au générique. Depuis 2019, elle joue dans la série Toy Boy, également présent sur Netflix. Elle joue aussi dans la série télévisée Toy Boy.
En 2021, elle joue au cinéma dans le film de Fernando Colomo, Poliamor para principiantes, où elle partage le rôle principal avec Lola Rodríguez.

### Vie personnelle
Elle a une sœur aînée, Celia Pedraza (née le 3 septembre 1992), qui a été en couple avec Miguel Herrán et avec qui elle a eu une fille, prénommée Maria, née le 12 janvier 2024.
À partir de 2018, elle est en couple avec l'acteur Jaime Lorente, rencontré sur le tournage de la série télévisée La casa de papel,. Ensuite, le couple se retrouve également au générique de la première saison de la série Elite. Ils se séparent en 2020.
En mai 2021, elle devient la compagne de l'acteur espagnol Álex González, son partenaire dans la saison 2 de Toy Boy, de seize ans son aîné,. Ils annoncent leur séparation début avril 2023.
En août 2023, elle officialise sur ses réseaux sociaux son couple avec l'acteur espagnol Jason Fernandez.

## Filmographie
Sauf indication contraire, les informations mentionnées dans cette section peuvent être confirmées par les bases de données cinématographiques IMDb et Allociné,  présentes dans la section « Liens externes ».

### Cinéma
- 2017 : Amar d'Esteban Crespo (es) : Laura
- 2019 : Qui emmènerais-tu sur une île déserte ? (es) (¿A quién te llevarías a una isla desierta?) de Jota Linares : Marta
- 2020 : El verano que vivimos (es) de Carlos Sedes : Adela Ibáñez
- 2021 : Poliamor para principiantes
- 2022 : Étoiles de cristal (es) (Las niñas de cristal) de Jota Linares : Irene
- 2023 : Awareness (es) de Daniel Benmayor (ca) : Esther
- 2024 : Spanish Connection de Daniel Calparsoro

### Télévision
- 2017-2018 : La casa de papel (série télévisée) : Alison Parker (rôle principal, parties 1 et 2 - 15 épisodes)
- 2017 : Si fueras tú (es) (série télévisée) : Alba Ruiz Alonso / Cristina Romero (8 épisodes)
- 2018 : Élite (série télévisée) : Marina Nunier Osuna (rôle principal, saison 1 - 8 épisodes)
- 2019-2022 : Toy Boy (série télévisée) : Triana Marín (21 épisodes)

## Voix françaises
| - Clara Soares dans : - Élite (série télévisée) - Qui emmènerais-tu sur une île déserte ? - Toy Boy (série télévisée) - Étoiles de cristal - Awareness et aussi - Caroline Pascal dans Amar - Helena Coppejans (Belgique) dans La Casa de Papel (série télévisée) |